# Rafael Schmitz
Rafael Schmitz (Blumenau, 1980. december 17.) brazil labdarúgóhátvéd, 2013 óta nincs csapata.
Rendelkezik francia állampolgársággal is.

## Pályafutása
Schmitz hat szezont töltött a francia Lille OSC csapatánál, ahol 99 bajnokin lépett pályára, valamint játszott a Bajnokok Ligájában és az UEFA-kupában is. A piros-fehér csapatban 2 gólt szerzett.
2007. július 6-án csatlakozott az angol Birmingham Cityhez kölcsönben a 2007–08-as szezonra. Az angol csapat 440 ezer eurót fizetett a kölcsönvételéért. 2007. szeptember 15-én debütált a csapatban csereként a Bolton Wanderers ellen; először 2007. október 20-án volt kezdő a Manchester City ellen a sérült Johan Djourou helyén. A szezon végén a Birmingham kiesésekor visszatért a Lille-be, de nem maradt ott sokáig. 2008. június 23-án hároméves szerződést írt alá a francia Valenciennes csapatával. A csapatban 2012-ig játszott, ekkor hazatért hazájába és az Atlético-PR játékosa lett. 2012. szeptemberében két hónapra kölcsönadták az ABC FC-nek. 2013-ban távozott, azóta nincs csapata.

## Külső hivatkozások
- Rafael Schmitz pályafutásának statisztikái a Soccerbase oldalon (angolul)

- Rafael Schmitz profilja - L'Equipe.fr
- Transfermarkt